# Copa Libertadores da América de Futebol Feminino de 2023
A Copa Libertadores da América de Futebol Feminino de 2023, oficialmente CONMEBOL Libertadores Femenina 2023, foi a décima quinta edição da competição organizada pela Confederação Sul-Americana de Futebol (CONMEBOL). O torneio foi disputado na Colômbia, entre 5 e 21 de outubro de 2023.
O Corinthians venceu a final contra o Palmeiras, por 1–0, com o gol marcado pela atacante Millene. Já na disputa do terceiro lugar, o Atlético Nacional, da Colômbia — país anfirtião — venceu o Internacional por 3–2, evitando o domínio das equipes brasileiras.

## Formato e regulamento
O torneio foi disputado em duas fases: fase de grupos e fase final.
Na fase de grupos, as 16 equipes classificadas foram divididas em quatro grupos, com quatro equipes em cada, por meio de um sorteio realizado pela CONMEBOL. As partidas foram disputadas por pontos, em rodada única de jogos e com cada equipe tendo que jogar contra todas as outras do seu grupo. Ao final, as equipes que terminaram em primeiro e segundo de cada grupo se classificaram para a fase seguinte.
Na fase final (quartas de final, semifinais e final), as equipes se enfrentaram em sistema eliminátorio até chegar a final, no qual o ganhador da partida — Corinthians — foi o campeão da competição.

## Equipes classificadas
As seguintes 16 equipes das 10 federações filiadas à CONMEBOL se qualificaram para o torneio:
- Campeão da Libertadores Feminina de 2022
- Uma vaga adicional ao país-anfitrião
- Duas vagas para as quatro melhores associações de acordo com o ranking histórico da competição até a edição de 2022[4]
- Uma vaga para as seis associações restantes

| Associação                         | Equipe                           | Forma de classificação                                     | Participação |
| ---------------------------------- | -------------------------------- | ---------------------------------------------------------- | ------------ |
| Argentina · (1 vaga)               | Boca Juniors                     | Campeão do Torneio Feminino Clausura de 2022               | 8.ª          |
| Bolívia · (1 vaga)                 | Always Ready                     | Campeão do Campeonato Boliviano de 2023                    | 2.ª          |
| Brasil · (2 vagas + atual campeão) | Palmeiras                        | Campeão da Libertadores Feminina de 2022                   | 2.ª          |
| Brasil · (2 vagas + atual campeão) | Corinthians                      | Campeão do Campeonato Brasileiro Série A1 de 2022          | 6.ª          |
| Brasil · (2 vagas + atual campeão) | Internacional                    | Vice-campeão do Campeonato Brasileiro Série A1 de 2022     | 1.ª          |
| Chile · (2 vagas)                  | Colo-Colo                        | Campeão do Campeonato Feminino Caja Los Andes de 2022      | 10.ª         |
| Chile · (2 vagas)                  | Universidad de Chile             | Vice-campeão do Campeonato Feminino Caja Los Andes de 2022 | 4.ª          |
| Colômbia · (2 vagas + país-sede)   | Santa Fe                         | Campeão da Liga Profissional Feminina de 2023              | 4.ª          |
| Colômbia · (2 vagas + país-sede)   | América de Cali                  | Vice-campeão da Liga Profissional Feminina de 2023         | 4.ª          |
| Colômbia · (2 vagas + país-sede)   | Atlético Nacional/Formas Íntimas | Terceiro colocado da Liga Profissional Feminina de 2023    | 9.ª          |
| Equador · (1 vaga)                 | Barcelona de Guayaquil           | Campeão da Superliga Feminina de 2022                      | 1.ª          |
| Paraguai · (2 vagas)               | Olimpia                          | Campeão do Torneio Apertura de 2023                        | 2.ª          |
| Paraguai · (2 vagas)               | Libertad/Limpeño                 | Vice-campeão do Torneio Apertura de 2023                   | 6.ª          |
| Peru · (1 vaga)                    | Universitario                    | Campeão da Liga Feminina de 2023                           | 5.ª          |
| Uruguai · (1 vaga)                 | Nacional                         | Campeão do Campeonato Uruguaio de 2022                     | 6.ª          |
| Venezuela · (1 vaga)               | Caracas                          | Campeão da Liga Feminina de 2023                           | 6.ª          |

## Sedes
As partidas do torneio serão realizadas em Bogotá e Cáli, com um estádio para cada uma dos cidades.
| Cáli                     | Bogotá                         |
| ------------------------ | ------------------------------ |
| Estádio Pascual Guerrero | Estadio Metropolitano de Techo |
| Capacidade: 38 568       | Capacidade: 10 000             |
|                          |                                |

## Sorteio
O sorteio da fase de grupos foi realizado em 15 de setembro de 2023, no Centro de Convenções da CONMEBOL em Luque, no Paraguai.
Duas equipes foram atribuídas diretamente aos grupos A e B:
- Grupo A: como campeão da Copa Libertadores Feminina de 2022, Palmeiras (Brasil 1)
- Grupo B: o campeão da federação anfitriã, Santa Fe (Colômbia 1)

As equipes restantes (excluindo as quatro equipes das federações nacionais com vaga extra) foram distribuídas em três potes com base na colocação final do clube de sua federação nacional na edição anterior do torneio, com as duas primeiras colocadas (Brasil 2 e Argentina) colocadas no "pote 1", os quatro seguintes (Colômbia 2, Chile 1, Equador e Paraguai 1) colocados no "pote 2" e os quatro mais baixos (Peru, Venezuela, Uruguai e Bolívia) no "pote 3". As quatro equipes adicionais das associações com melhor histórico de desempenho (Brasil 3, Chile 2, Colômbia 3 e Paraguai 2) foram colocados no "pote 4". Do "pote 1", a primeira equipe sorteada foi colocada no "grupo C" e a segunda equipe sorteada no "grupo D", ambas as equipes designadas para a posição 1 no seu grupo. De cada pote restante, a primeira equipe sorteada foi colocada no "grupo A", a segunda equipe sorteada colocada no "grupo B", a terceira equipe sorteada colocada no "grupo C" e a última equipe sorteada colocada no "grupo D", com as equipes dos potes 2, 3 e 4 atribuídos às posições 2, 3 e 4 do seu grupo. Equipes da mesma federação não puderam ser sorteadas para o mesmo grupo.
| Pote 1                       | Pote 2                                                           | Pote 3                                              | Pote 4                                                                                       |
| ---------------------------- | ---------------------------------------------------------------- | --------------------------------------------------- | -------------------------------------------------------------------------------------------- |
| - Corinthians - Boca Juniors | - América de Cali - Colo-Colo - Barcelona de Guayaquil - Olimpia | - Universitario - Caracas - Nacional - Always Ready | - Internacional - Universidad de Chile - Atlético Nacional/Formas Íntimas - Libertad/Limpeño |

## Transmissão
No Brasil, o torneio é transmitido através do canal SporTV e na TV Globo caso haja uma equipe brasileira na final; o evento também tem cobertura através do canal BandSports ; pelo canal Goat no Youtube; e pelos sites Meu Timão e Nosso Palestra, que se dedicam exclusivamente à cobertura diária de Corinthians e Palmeiras, respectivamente. A transmissão da competição por sites destinados a apenas um clube é inédita até então. A edição da Copa Libertadores Feminina 2023 será a segunda temporada que o Pluto TV; um serviço de streaming gratuito, transmitirá a competição, podendo ser assistida através do navegadores web, sistema Android, iOS e sistemas de smartv's como Roku, Amazon Fire TV, Android TV, Apple TV e Chromecast

## Fase de grupos
Os primeiros e segundos colocados de cada grupo avançaram para as quartas de finais da competição. Todas as partidas no horário local da Colômbia (UTC−5).

### Grupo A
| Pos | Equipe                 | Pts | J | V | E | D | GP | GC | SG  | Classificado |  | PAL | ATN | BAR | CAR |
| --- | ---------------------- | --- | - | - | - | - | -- | -- | --- | ------------ |  | --- | --- | --- | --- |
| 1   | Palmeiras              | 9   | 3 | 3 | 0 | 0 | 15 | 3  | +12 | Quartas      |  | —   |     | 5–0 | 6–0 |
| 2   | Atlético Nacional      | 6   | 3 | 2 | 0 | 1 | 9  | 6  | +3  | Quartas      |  | 3–4 | —   |     |     |
| 3   | Barcelona de Guayaquil | 3   | 3 | 1 | 0 | 2 | 5  | 10 | −5  |              |  |     | 2–3 | —   | 3–2 |
| 4   | Caracas                | 0   | 3 | 0 | 0 | 3 | 2  | 12 | −10 |              |  | 0–3 |     | —   |     |

Fonte: 
| 5 de outubro | Palmeiras                                                                                          | 5 – 0                          | Barcelona de Guayaquil | Cáli                                                  |  |
| 15:00        | Poliana 32' · Bia Zaneratto 51' (pen.) · Amanda Gutierres 64' · Katrine 74' · Letícia Moreno 90+3' | Relatório (CONMEBOL) Soccerway |                        | Estádio: Pascual Guerrero Árbitro: PAR Zulma Quiñónez |  |

| 5 de outubro | Caracas | 0 – 3                          | Atlético Nacional                       | Cáli                                                  |  |
| 17:30        |         | Relatório (CONMEBOL) Soccerway | González 38' · Montoya 42' · Rincón 79' | Estádio: Pascual Guerrero Árbitra: BOL Adriana Farfán |  |

| 8 de outubro | Palmeiras                                                                | 6 – 0                          | Caracas | Cáli                                                    |  |
| 15:00        | Poliana 10' · Laís Estevam 14', 26', 27' · Duda Santos 17' · Katrine 31' | Relatório (CONMEBOL) Soccerway |         | Estádio: Pascual Guerrero Árbitra: PER Milagros Arruela |  |

| 8 de outubro | Barcelona de Guayaquil  | 2 – 3                          | Atlético Nacional                | Cáli                                                        |  |
| 17:30        | Gracia 33' · Cuadra 69' | Relatório (CONMEBOL) Soccerway | Valencia 51', 73' · González 76' | Estádio: Pascual Guerrero Árbitra: CHI María Belén Carvajal |  |

| 11 de outubro | Atlético Nacional                         | 3 – 4                          | Palmeiras                                              | Bogotá                                      |  |
| 15:00         | Córdoba 2' · Restrepo 60' · Espinales 65' | Relatório (CONMEBOL) Soccerway | Bia Zaneratto 26', 56' · Benítez 80' · Flávia Mota 86' | Estádio: Techo Árbitra: ARG Laura Fortunato |  |

| 11 de outubro | Barcelona de Guayaquil      | 3 – 2                          | Caracas             | Cáli                                                  |  |
| 15:00         | Riera 3', 88' (pen.), 90+2' | Relatório (CONMEBOL) Soccerway | Colmenárez 47', 73' | Estádio: Pascual Guerrero Árbitra: PAR Zulma Quiñónez |  |

### Grupo B
| Pos | Equipe               | Pts | J | V | E | D | GP | GC | SG | Classificado |     | UCH | OLI | SFE | UNI |
| --- | -------------------- | --- | - | - | - | - | -- | -- | -- | ------------ | --- | --- | --- | --- | --- |
| 1   | Universidad de Chile | 7   | 3 | 2 | 1 | 0 | 4  | 2  | +2 | Quartas      |     | —   |     | 1–1 |     |
| 2   | Olimpia              | 6   | 3 | 2 | 0 | 1 | 6  | 4  | +2 | Quartas      |     | 1–2 | —   |     | 3–1 |
| 3   | Santa Fe             | 4   | 3 | 1 | 1 | 1 | 6  | 3  | +3 |              |     |     | 1–2 | —   | 4–0 |
| 4   | Universitario        | 0   | 3 | 0 | 0 | 3 | 1  | 8  | −7 |              | 0–1 |     |     | —   |     |

Fonte: 
| 5 de outubro | Universitario | 0 – 1                          | Universidad de Chile | Bogotá                                     |  |
| 15:00        |               | Relatório (CONMEBOL) Soccerway | Vecca 59'            | Estádio: Techo Árbitra: ECU Susana Corella |  |

| 5 de outubro | Santa Fe  | 1 – 2                          | Olimpia                       | Bogotá                                  |  |
| 17:30        | Celis 31' | Relatório (CONMEBOL) Soccerway | Garay López 41' · Peralta 75' | Estádio: Techo Árbitra: BRA Edina Alves |  |

| 8 de outubro | Olimpia   | 1 – 2                          | Universidad de Chile       | Bogotá                                      |  |
| 15:00        | Genes 35' | Relatório (CONMEBOL) Soccerway | Sánchez 19' · Caniguán 59' | Estádio: Techo Árbitra: ARG Laura Fortunato |  |

| 8 de outubro | Santa Fe                                  | 4 – 0                          | Universitario | Bogotá                                      |  |
| 17:30        | Celis 36', 49', 58' (pen.) · Garavito 90' | Relatório (CONMEBOL) Soccerway |               | Estádio: Techo Árbitra: URU Anahí Fernández |  |

| 11 de outubro | Universidad de Chile | 1 – 1                          | Santa Fe           | Bogotá                                  |  |
| 17:30         | Fernández 89'        | Relatório (CONMEBOL) Soccerway | Pinilla 35' (g.c.) | Estádio: Techo Árbitra: BRA Edina Alves |  |

| 11 de outubro | Olimpia                                             | 3 – 1                          | Universitario | Cáli                                                   |  |
| 17:30         | González 4' · Balcázar 55' (g.c.) · Garay López 76' | Relatório (CONMEBOL) Soccerway | Novoa 31'     | Estádio: Pascual Guerrero Árbitra: VEN Emikar Calderas |  |

### Grupo C
| Pos | Equipe       | Pts | J | V | E | D | GP | GC | SG  | Classificado |  | COR | COC | LIB | ARE |
| --- | ------------ | --- | - | - | - | - | -- | -- | --- | ------------ |  | --- | --- | --- | --- |
| 1   | Corinthians  | 9   | 3 | 3 | 0 | 0 | 12 | 0  | +12 | Quartas      |  | —   | 1–0 |     | 6–0 |
| 2   | Colo-Colo    | 6   | 3 | 2 | 0 | 1 | 9  | 3  | +6  | Quartas      |  |     | —   | 4–0 | 5–2 |
| 3   | Libertad     | 3   | 3 | 1 | 0 | 2 | 3  | 14 | −11 |              |  | 0–5 |     | —   |     |
| 4   | Always Ready | 0   | 3 | 0 | 0 | 3 | 3  | 10 | −7  |              |  |     | 1–3 | —   |     |

Fonte: 
| 6 de outubro | Always Ready | 1 – 3                          | Libertad                                   | Bogotá                                  |  |
| 15:00        | Rojas 45+4'  | Relatório (CONMEBOL) Soccerway | Zambrano 14' · Martínez 23' · Portillo 83' | Estádio: Techo Árbitra: COL Jenny Arias |  |

| 6 de outubro | Corinthians        | 1 – 0                          | Colo-Colo | Bogotá                                      |  |
| 17:30        | Millene 74' (pen.) | Relatório (CONMEBOL) Soccerway |           | Estádio: Techo Árbitra: URU Anahí Fernández |  |

| 9 de outubro | Colo-Colo                               | 4 – 0                          | Libertad | Bogotá                                          |  |
| 15:00        | Jiménez 31' · Grez 41', 57' · Olave 52' | Relatório (CONMEBOL) Soccerway |          | Estádio: Techo Árbitra: BRA Edina Alves Batista |  |

| 9 de outubro | Corinthians                                                                         | 6 – 0                          | Always Ready | Bogotá                                     |  |
| 17:30        | Fernandinha 18' · Millene 25', 27', 85' · Jaqueline 69' (pen.) · Tamires 87' (pen.) | Relatório (CONMEBOL) Soccerway |              | Estádio: Techo Árbitra: ECU Susana Corella |  |

| 12 de outubro | Colo-Colo                                             | 5 – 2                          | Always Ready            | Bogotá                                  |  |
| 15:00         | Jiménez 22', 76' · Olave 28' · Urrutia 37' · Viso 80' | Relatório (CONMEBOL) Soccerway | Portales 2' · Rojas 40' | Estádio: Techo Árbitra: COL Jenny Arias |  |

| 12 de outubro | Libertad | 0 – 5                          | Corinthians                                                                                         | Cáli                                                    |  |
| 15:00         |          | Relatório (CONMEBOL) Soccerway | Vic Albuquerque 52' · Gabi Zanotti 55' · Andressa Pereira 60' · Jheniffer 86' (pen.) · Paulinha 90' | Estádio: Pascual Guerrero Árbitra: PER Milagros Arruela |  |

### Grupo D
| Pos | Equipe          | Pts | J | V | E | D | GP | GC | SG  | Classificado |     | INT | AME | BJR | NAC |
| --- | --------------- | --- | - | - | - | - | -- | -- | --- | ------------ | --- | --- | --- | --- | --- |
| 1   | Internacional   | 9   | 3 | 3 | 0 | 0 | 12 | 2  | +10 | Quartas      |     | —   |     | 5–0 |     |
| 2   | América de Cali | 4   | 3 | 1 | 1 | 1 | 7  | 5  | +2  | Quartas      |     | 2–4 | —   |     | 4–0 |
| 3   | Boca Juniors    | 4   | 3 | 1 | 1 | 1 | 6  | 7  | −1  |              |     |     | 1–1 | —   | 5–1 |
| 4   | Nacional        | 0   | 3 | 0 | 0 | 3 | 1  | 12 | −11 |              | 0–3 |     |     | —   |     |

Fonte: 
| 6 de outubro | Nacional | 0 – 3                          | Internacional                                           | Cáli                                                   |  |
| 15:00        |          | Relatório (CONMEBOL) Soccerway | Priscila 45+2' (pen.) · Letícia Monteiro 53' · Soll 83' | Estádio: Pascual Guerrero Árbitra: VEN Emikar Calderas |  |

| 6 de outubro | Boca Juniors | 1 – 1                          | América de Cali | Cáli                                                  |  |
| 17:30        | Priori 45+3' | Relatório (CONMEBOL) Soccerway | Bahr 55'        | Estádio: Pascual Guerrero Árbitra: CHI María Carvajal |  |

| 9 de outubro | Boca Juniors                                                         | 5 – 1                          | Nacional          | Cáli                                                  |  |
| 15:00        | Gómez Ares 12', 71' · Núñez 54' (pen.) · Polich 86' · Troncoso 90+4' | Relatório (CONMEBOL) Soccerway | Fontán 89' (pen.) | Estádio: Pascual Guerrero Árbitra: PAR Zulma Quiñónez |  |

| 9 de outubro | América de Cali      | 2 – 4                          | Internacional                                                 | Cáli                                                  |  |
| 17:30        | Usme 49' · Natis 75' | Relatório (CONMEBOL) Soccerway | Aquino 17' · Letícia Monteiro 51' · Eskerdinha 76' · Soll 82' | Estádio: Pascual Guerrero Árbitra: BOL Adriana Farfán |  |

| 12 de outubro | Internacional                                                                     | 5 – 0                          | Boca Juniors | Bogotá                                     |  |
| 17:30         | Roberta Schroeder 5' · Priscila 21', 41' (pen.) · Letícia Monteiro 25' · Soll 87' | Relatório (CONMEBOL) Soccerway |              | Estádio: Techo Árbitra: ECU Susana Corella |  |

| 12 de outubro | América de Cali                                   | 4 – 0                          | Nacional | Cáli                                                  |  |
| 17:30         | Usme 28', 45+5' (pen.) · Muñoz 45' · Zamorano 62' | Relatório (CONMEBOL) Soccerway |          | Estádio: Pascual Guerrero Árbitra: CHI María Carvajal |  |

## Fase final
Segundo o artigo 27 da Competição, a partir das quartas de final, as equipes jogarão um torneio eliminatório. Se houver empate no tempo normal, não haverá prorrogação e uma disputa por pênaltis irá definir a equipe vencedora.

### Tabela
|  | Quartas de final                 | Quartas de final                 |                                  |               | Semifinais        | Semifinais     |  |  | Final                            | Final |
|  |                                  |                                  |                                  |               |                   |                |  |  |                                  |       |
|  | 14 de outubro – Techo            |                                  |                                  |               |                   |                |  |  |                                  |       |
|  |                                  |                                  |                                  |               |                   |                |  |  |                                  |       |
|  | Palmeiras                        | 6                                |                                  |               |                   |                |  |  |                                  |       |
|  | Palmeiras                        | 6                                | 17 de outubro – Techo            |               |                   |                |  |  |                                  |       |
|  | Olimpia                          | 0                                |                                  |               |                   |                |  |  |                                  |       |
|  | Olimpia                          | 0                                | Palmeiras                        | 3             |                   |                |  |  |                                  |       |
|  | 14 de outubro – Techo            |                                  | Palmeiras                        | 3             |                   |                |  |  |                                  |       |
|  |                                  | Atlético Nacional                | 1                                |               |                   |                |  |  |                                  |       |
|  | Universidad de Chile             | Atlético Nacional                | 1                                | 1             |                   |                |  |  |                                  |       |
|  | Universidad de Chile             |                                  | 21 de outubro – Pascual Guerrero | 1             |                   |                |  |  |                                  |       |
|  | Atlético Nacional                | 2                                |                                  |               |                   |                |  |  |                                  |       |
|  | Atlético Nacional                | 2                                | Palmeiras                        | 0             |                   |                |  |  |                                  |       |
|  | 15 de outubro – Pascual Guerrero |                                  | Palmeiras                        | 0             |                   |                |  |  |                                  |       |
|  |                                  | Corinthians                      | 1                                |               |                   |                |  |  |                                  |       |
|  | Corinthians                      | Corinthians                      | 1                                | 4             |                   |                |  |  |                                  |       |
|  | Corinthians                      | 18 de outubro – Pascual Guerrero |                                  | 4             |                   |                |  |  |                                  |       |
|  | América de Cali                  | 0                                |                                  |               |                   |                |  |  |                                  |       |
|  | América de Cali                  | 0                                | Corinthians (pen.)               | 1 (4)         | Terceiro lugar    | Terceiro lugar |  |  |                                  |       |
|  | 15 de outubro – Pascual Guerrero |                                  | Corinthians (pen.)               | 1 (4)         | Terceiro lugar    | Terceiro lugar |  |  |                                  |       |
|  |                                  | Internacional                    | 1 (3)                            |               |                   |                |  |  |                                  |       |
|  | Internacional                    | Internacional                    | 1 (3)                            | 4             | Atlético Nacional | 3              |  |  |                                  |       |
|  | Internacional                    |                                  |                                  | 4             | Atlético Nacional | 3              |  |  |                                  |       |
|  | Colo-Colo                        | 2                                |                                  | Internacional | 2                 |                |  |  |                                  |       |
|  | Colo-Colo                        | 2                                |                                  |               | 2                 |                |  |  |                                  |       |
|  |                                  |                                  |                                  |               |                   |                |  |  | 21 de outubro – Pascual Guerrero |       |
|  |                                  |                                  |                                  |               |                   |                |  |  |                                  |       |

Fonte: 

### Quartas de final
| 14 de outubro | Universidad de Chile | 1 – 2                          | Atlético Nacional        | Bogotá                                     |  |
| 15:30         | Sánchez 45'          | Relatório (CONMEBOL) Soccerway | Rincón 2' · González 10' | Estádio: Techo Árbitra: ECU Susana Corella |  |

| 14 de outubro | Palmeiras                                                                                         | 6 – 0                          | Olimpia | Bogotá                                      |  |
| 18:30         | Bia Zaneratto 10', 28' (pen.) · Amanda Gutierres 19', 51' · Laís Estevam 48' · Sâmia Pryscila 77' | Relatório (CONMEBOL) Soccerway |         | Estádio: Techo Árbitra: URU Anahí Fernández |  |

| 15 de outubro | Corinthians                                                                        | 4 – 0                          | América de Cali | Cáli                                                  |  |
| 15:30         | Zamorano 10' (g.c.) · Millene 74' (pen.) · Vic Albuquerque 79' · Fernandinha 90+1' | Relatório (CONMEBOL) Soccerway |                 | Estádio: Pascual Guerrero Árbitra: PAR Zulma Quiñónez |  |

| 15 de outubro | Internacional                         | 4 – 2                          | Colo-Colo                | Cáli                                                    |  |
| 18:30         | Priscila 17', 20', 73' · Isa Haas 56' | Relatório (CONMEBOL) Soccerway | Bogarín 29' · Viso 90+2' | Estádio: Pascual Guerrero Árbitra: PER Milagros Arruela |  |

### Semifinais
| 17 de outubro | Palmeiras                                            | 3 – 1                          | Atlético Nacional | Bogotá                                      |  |
| 19:30         | Bia Zaneratto 35' (pen.) · Amanda Gutierres 40', 68' | Relatório (CONMEBOL) Soccerway | Montoya 77'       | Estádio: Techo Árbitra: VEN Emikar Calderas |  |

| 18 de outubro                                  | Corinthians         | 1 – 1 (4 – 3 pen.)                                         | Internacional | Cáli                                                   |  |
| 19:30                                          | Vic Albuquerque 79' | Relatório (CONMEBOL) Soccerway                             | Priscila 31'  | Estádio: Pascual Guerrero Árbitra: ARG Laura Fortunato |  |
|                                                |                     | Penalidades                                                |               |                                                        |  |
| Vic Albuquerque Tarciane Luana Mariza Fernanda |                     | Djeni Bruna Benites Roberta Schroeder Tauane Zóio Isa Haas |               |                                                        |  |

### Disputa do terceiro lugar
| 21 de outubro | Atlético Nacional                    | 3 – 2                          | Internacional                 | Cáli                                                   |  |
| 15:30         | González 45+1', 60' · Restrepo 90+2' | Relatório (CONMEBOL) Soccerway | Priscila 51' · Analuyza 90+5' | Estádio: Pascual Guerrero Árbitra: URU Anahí Fernández |  |

### Final
|  | Palmeiras |  | Corinthians |  |

| G             | 1             | Amanda           |       |     |
| Z             | 2             | Bruna Calderan   |       |     |
| Z             | 3             | Poliana          |       | 88' |
| Z             | 23            | Flávia Mota      |       |     |
| Z             | 6             | Katrine          |       |     |
| M             | 5             | Lorena Benítez   |       | 73' |
| M             | 7             | Duda Santos      |       |     |
| M             | 9             | Camilinha        | 17'   | 34' |
| A             | 10            | Bia Zaneratto    |       |     |
| A             | 8             | Amanda Gutierres | 45+1' |     |
| A             | 26            | Laís Estevam     |       |     |
| Reservas:     |               |                  |       |     |
| G             | 22            | Alicia Bobadilla |       |     |
| Z             | 4             | Sorriso          |       |     |
| Z             | 12            | Juliete          |       | 34' |
| M             | 16            | Rosa Miño        |       |     |
| M             | 18            | Sâmia Pryscila   |       |     |
| A             | 11            | Yamila Rodríguez |       | 73' |
| A             | 15            | Bianca Gomes     |       |     |
| A             | 19            | Letícia Moreno   |       | 88' |
| Treinador:    |               |                  |       |     |
| Ricardo Belli | Ricardo Belli | Ricardo Belli    | 61'   |     |

| G            | 12 | Lelê            |          |       |
| Z            | 2  | Katiuscia       |          |       |
| Z            | 20 | Mariza          |          |       |
| Z            | 3  | Tarciane        | 24', 66' |       |
| Z            | 71 | Yasmim          | 50'      |       |
| M            | 5  | Luana           |          | 78'   |
| M            | 17 | Vic Albuquerque |          | 65'   |
| M            | 10 | Gabi Zanotti    |          | 78'   |
| A            | 18 | Gabi Portilho   |          | 90+3' |
| A            | 14 | Millene         |          | 78'   |
| A            | 37 | Tamires         | 88'      |       |
| Reservas:    |    |                 |          |       |
| G            | 24 | Kemelli         |          |       |
| Z            | 6  | Isabela         |          | 78'   |
| Z            | 21 | Paulinha        |          |       |
| Z            | 74 | Andressa        |          | 78'   |
| M            | 27 | Duda Sampaio    |          | 78'   |
| M            | 28 | Ju Ferreira     |          | 90+3' |
| A            | 9  | Jheniffer       |          | 65'   |
| A            | 22 | Fernanda        |          |       |
| A            | 30 | Jaqueline       |          |       |
| Treinador:   |    |                 |          |       |
| Arthur Elias |    |                 |          |       |

| G             | 1             | Amanda           |       |     |
| Z             | 2             | Bruna Calderan   |       |     |
| Z             | 3             | Poliana          |       | 88' |
| Z             | 23            | Flávia Mota      |       |     |
| Z             | 6             | Katrine          |       |     |
| M             | 5             | Lorena Benítez   |       | 73' |
| M             | 7             | Duda Santos      |       |     |
| M             | 9             | Camilinha        | 17'   | 34' |
| A             | 10            | Bia Zaneratto    |       |     |
| A             | 8             | Amanda Gutierres | 45+1' |     |
| A             | 26            | Laís Estevam     |       |     |
| Reservas:     |               |                  |       |     |
| G             | 22            | Alicia Bobadilla |       |     |
| Z             | 4             | Sorriso          |       |     |
| Z             | 12            | Juliete          |       | 34' |
| M             | 16            | Rosa Miño        |       |     |
| M             | 18            | Sâmia Pryscila   |       |     |
| A             | 11            | Yamila Rodríguez |       | 73' |
| A             | 15            | Bianca Gomes     |       |     |
| A             | 19            | Letícia Moreno   |       | 88' |
| Treinador:    |               |                  |       |     |
| Ricardo Belli | Ricardo Belli | Ricardo Belli    | 61'   |     |

| G            | 12 | Lelê            |          |       |
| Z            | 2  | Katiuscia       |          |       |
| Z            | 20 | Mariza          |          |       |
| Z            | 3  | Tarciane        | 24', 66' |       |
| Z            | 71 | Yasmim          | 50'      |       |
| M            | 5  | Luana           |          | 78'   |
| M            | 17 | Vic Albuquerque |          | 65'   |
| M            | 10 | Gabi Zanotti    |          | 78'   |
| A            | 18 | Gabi Portilho   |          | 90+3' |
| A            | 14 | Millene         |          | 78'   |
| A            | 37 | Tamires         | 88'      |       |
| Reservas:    |    |                 |          |       |
| G            | 24 | Kemelli         |          |       |
| Z            | 6  | Isabela         |          | 78'   |
| Z            | 21 | Paulinha        |          |       |
| Z            | 74 | Andressa        |          | 78'   |
| M            | 27 | Duda Sampaio    |          | 78'   |
| M            | 28 | Ju Ferreira     |          | 90+3' |
| A            | 9  | Jheniffer       |          | 65'   |
| A            | 22 | Fernanda        |          |       |
| A            | 30 | Jaqueline       |          |       |
| Treinador:   |    |                 |          |       |
| Arthur Elias |    |                 |          |       |

## Premiação
| CONMEBOL Libertadores Feminina 2023 |
| Brasil                              |
| ----------------------------------- |
| CORINTHIANS Campeão (4.º título)    |

## Estatísticas
| Gols | Jogadora             | Equipe                 |
| ---- | -------------------- | ---------------------- |
| 8    | Priscila             | Internacional          |
| 6    | Bia Zaneratto        | Palmeiras              |
| 6    | Millene              | Corinthians            |
| 5    | Amanda Gutierres     | Palmeiras              |
| 5    | Manuela González     | Atlético Nacional      |
| 4    | Diana Celis          | Santa Fe               |
| 4    | Laís Estevam         | Palmeiras              |
| 3    | Catalina Usme        | América de Cali        |
| 3    | Letícia Monteiro     | Internacional          |
| 3    | Madelin Riera        | Barcelona de Guayaquil |
| 3    | Soll                 | Internacional          |
| 3    | Vic Albuquerque      | Corinthians            |
| 3    | Yastin Jiménez       | Colo-Colo              |
| 2    | Ana Paula Rojas      | Always Ready           |
| 2    | Barbara Sánchez      | Universidad de Chile   |
| 2    | Camila Gómez Ares    | Boca Juniors           |
| 2    | Daniela Montoya      | Atlético Nacional      |
| 2    | Fernandinha          | Corinthians            |
| 2    | Griselda Garay López | Olimpia                |
| 2    | Isidora Olave        | Colo-Colo              |
| 2    | Javiera Grez         | Colo-Colo              |
| 2    | Jesusmar Colmenárez  | Caracas                |
| 2    | Karina Valencia      | Atlético Nacional      |
| 2    | Katrine              | Palmeiras              |
| 2    | Manuela González     | Atlético Nacional      |
| 2    | Marcela Restrepo     | Atlético Nacional      |
| 2    | Poliana              | Palmeiras              |
| 2    | Yoreli Rincón        | Atlético Nacional      |
| 1    | 43 futebolistas      | 43 futebolistas        |

| Gols | Jogadora         | Equipe                                 |
| ---- | ---------------- | -------------------------------------- |
| 1    | Fernanda Pinilla | Universidad de Chile (para o Santa Fe) |
| 1    | Karent Balcázar  | Universitario (para o Olimpia)         |
| 1    | Mariana Zamorano | América de Cali (para o Corinthians)   |